# Taubenbach (Our)
Der Taubenbach ist ein etwa 3,4 km langer linker südlicher Zufluss der Our.

## Verlauf
Der Taubenbach entspringt südöstlich von Auw bei Prüm-Laudesfeld. Er fließt zunächst in nordwestlicher Richtung. Bei Laudesfeld wechselt er in mehr nördliche Richtung und umfließt den Ort in einem Bogen von Osten. Danach wechselt er in die nördliche Richtung, welche er im Wesentlichen bis zur Mündung beibehält. Schließlich mündet er nordwestlich von Auw bei Prüm-Wischeid in die Our.

## Geschichte
Früher hieß der Taubenbach Berbach. Er war bis zur französischen Revolution Grenze zwischen den Höfen Amelscheid und Manderfeld und damit zwischen dem Erzbistum Köln und dem Bistum Lüttich.